# Ypsolopha cajaliella
Ypsolopha cajaliella is een vlinder uit de familie spitskopmotten (Ypsolophidae). De wetenschappelijke naam is voor het eerst geldig gepubliceerd in 2003 door Vives.
De soort komt voor in Europa.